# Корзинка (сеть магазинов)
«Корзи́нка» — розничная сеть в Липецке, проданная в 2007 году компании X5 Retail Group.
Торговый дом «Корзинка» был основан в 1997 году липецкими предпринимателями Львом Абрамовичем Белкиным и Сергеем Фёдоровичем Пивоваром. Одни из первых супермаркетов самообслуживания открылись на площади Победы, 5, улице Титова, 10, улице Плеханова, 47.
В 2006 году открылся гипермаркет «Центр семейных покупок „Мы“» на улице Гагарина, 100б (с этой целью была выкуплена у «ЮКОСа» территория нефтебазы).
В 2007 году в составе «Корзинки» было 22 магазина (в Липецке и Липецкой области): 1 гипермаркет, 19 дискаунтеров, один супермаркет, один магазин «у дома», общая торговая площадь которых составляла 34 тыс. м². У торгового дома были две дочерние структуры — ООО «Южный» (основная) и ООО «Корзинка-6».
Осенью 2007 года сеть «Корзинка» была продана компании X5 Retail Group (владелец «Пятёрочек» и «Перекрёстков»), а в декабре 2007 года завершена сделка по продаже гипермаркета «Мы». Бизнес и активы Белкин и Пивовар продали полностью. 15 дискаунтеров интегрированы в формат «Пятерочки», шесть супермаркетов стали «Перекрестками». 10 июня 2008 года вместо «Мы» открылся первый в России гипермаркет под брендом «Меркадо суперцентр». В настоящее время здесь располагается гипермаркет «Карусель», также принадлежащий X5 Retail Group.
Бренд «Корзинка», после покупки компанией X5 Retail Group, использовался до 2011 года для воронежских магазинов компании. После расторжения договора франшизы на название «Пятёрочка» с воронежской компанией Висант-торг, магазины «Корзинка» были переименованы в «Пятёрочка», а «Пятёрочки» получили название «Пятью Пять».